# Аманжолов, Садык Аюкеевич
Садык Аюкеевич (Аюкеулы) Аманжо́лов (каз. Садық Аюкеұлы Аманжолов; 28 августа 1885, Степное генерал-губернаторство, Российская империя  — 5 декабря 1941, Ташкент, СССР) — казахский общественно-политический и государственный деятель. Один из лидеров движения Алаш-Орда в Семиречье, юрист-правовед.

## Биография
Родился 28 августа 1889 года[по какому календарю?] в Верненском уезде Семиреченской области, Степного генерал-губернаторства (ныне Каратурык, Енбекшиказахский район, Алматинская область). Происходил из рода канглы Старшего жуза.
В 1907 году окончил мужскую гимназию г. Верный (ныне Алма-Ата), в 1912 году — юридический факультет Казанского университета. До Февральской революции 1917 года работал в судебных учреждениях империи.
После революции занялся общественной деятельностью. Был руководителем казахского комитета в Урджарском уезде. В июле 1917 года участвовал в работе первого Всеказахского съезда Алаш-Орды, проходившем в Оренбурге, где был избран делегатом от Семиречья во Всероссийское учредительное собрание. После съезда активно помогал созданию местных организаций партии «Алаш» в Жетысуском регионе (ныне в составе г. Алма-Ата). В том же году, в декабре участвовал во втором Всеказахском съезде правительства Алаш Орды. Вошёл в состав членов Правительства — Национального совета. Участвовал в создании местных организации Алаш Орды, руководил учреждениями милиции в Жетысу.
В годы гражданской войны принимал активное участие в формировании вооружённых отрядов милиции Алаша. Вместе с Б. Маметовым (также членом правительства Алаш-Орды) создал ряд комитетов помощи малоимущим и голодающим жителям Семиречья.
После захвата Семиречья большевиками, лидеры Семиреченской Алаш-Орды перебазировались в г. Шауешек (ныне Синьцзян-Уйгурский автономный район КНР). В августе 1918 года участвовал в сражениях с армией большевиков, получил тяжёлое ранение. Осенью 1922 года вернулся на родину.
В 1923—1930 гг. работал в Жетысуском областном исполнительном комитете, юридическом народном комитете КазАССР. В 1930 году из-за массовых арестов деятелей Алаш-Орды по обвинению в антинародной деятельности был репрессирован, но вскоре был восстановлен в правах. После чего был вынужден покинуть Казахстан.
Работал в Москве, во Фрунзе и в Ташкенте служил юрисконсультом.
В декабре 1941 года умер от гриппа в Ташкенте.
Его дочь Р. С. Аманжолова — известный врач.